# Мирмекофилия

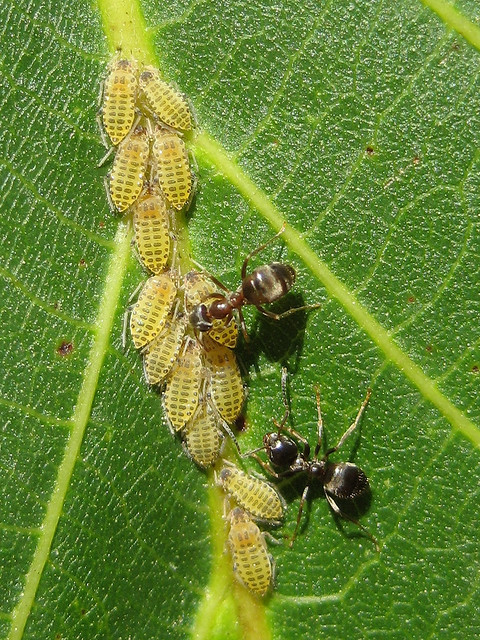
Мирмекофильные тли Panaphis juglandis и муравьи

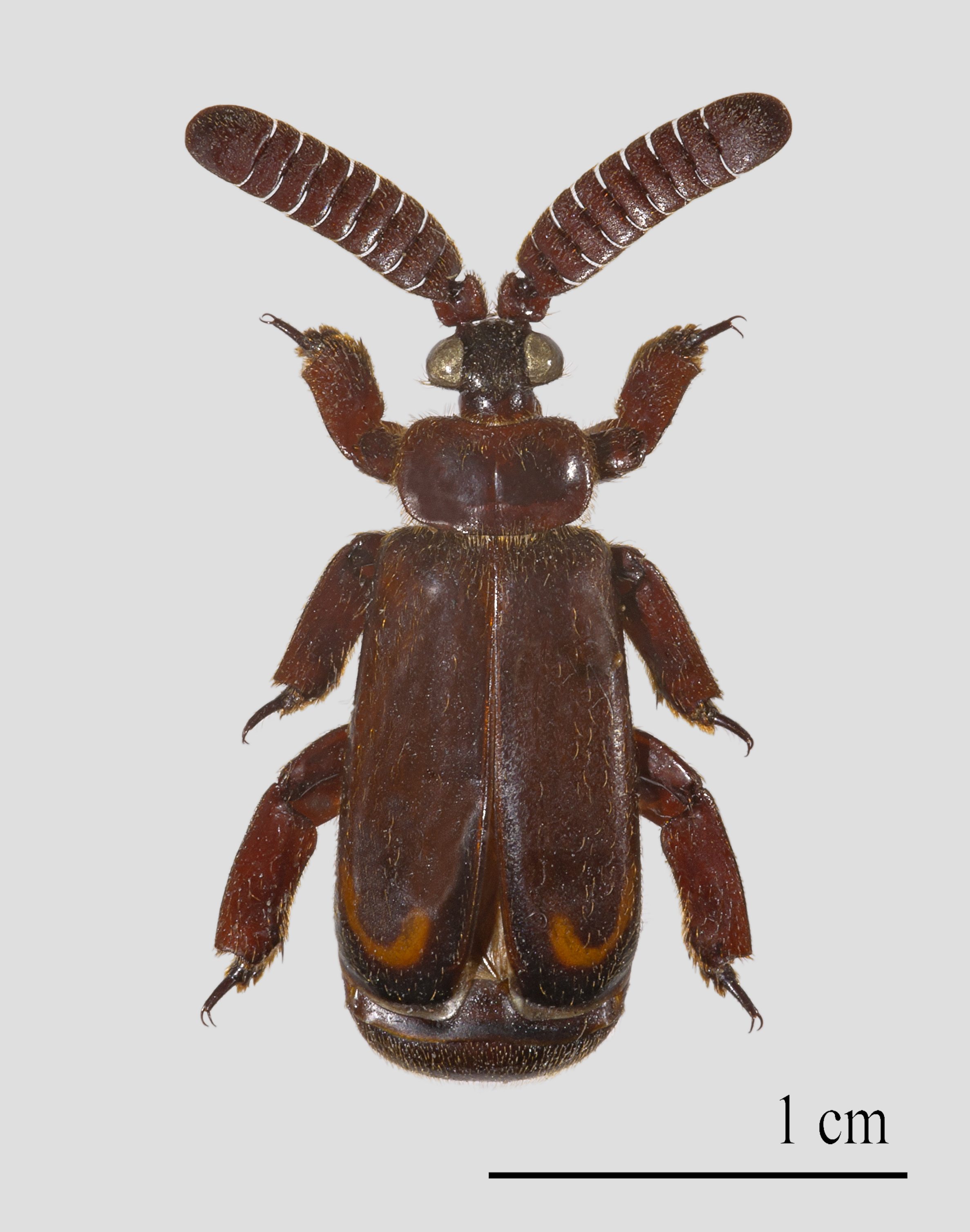
Мирмекофильный сахарный жук Cerapterus pilipennis

Мирмекофилия (от др.-греч. μύρμηξ — «муравей» и φιλία — дружба, любовь) — обитание вместе с муравьями в одном гнезде или рядом с ними. Мирмекофилы — организмы, живущие в ассоциации с муравьями и какое-то время (временно или постоянно) зависящие от них.

## Описание
Одним из первых и крупнейших исследователей мирмекофилов был австрийский энтомолог и монах-иезуит Эрих Васманн (Erich Wasmann; 1859—1931). В 1894 году он зарегистрировал первые 1177 «гостей» муравьёв.
В муравейниках вместе с муравьями проживают сотни видов организмов, получающих ту или иную пользу от хозяев. Мирмекофильный образ жизни ведут представители не менее 95 семейств членистоногих (без насекомых), включая несколько ракообразных-изопод, ложноскорпионов, пауков, клещей, многоножек и около 100 семейств насекомых. Много мирмекофилов среди тлей, жуков семейств Pselaphidae, Staphylinidae, Paussidae, Ptiliidae, Cholevidae.
Мирмекофилы известны в 35 семействах жесткокрылых, но про 15 из них нет никаких данных по биологии, кроме того, что были собраны в гнёздах муравьёв или рядом.
Среди мирмекофилов много специализированных форм, нигде более не встречающихся, кроме как в гнёздах у муравьёв. Примерами могут служить жук ломехуза (Lomechusa strumosa), Atemeles, муравьесверчки Myrmecophilidae, тли, гусеницы бабочек-голубянок.
Среди бабочек есть как не приносящие никакого вреда мирмекофилы, так и хищники.

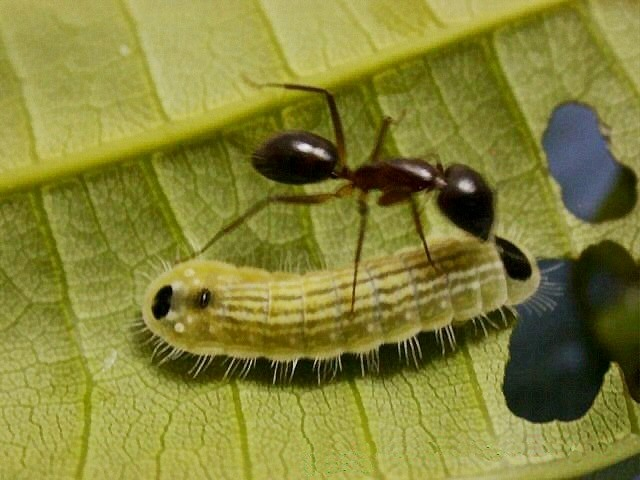
Муравей и гусеница Lycaenidae

Обнаружены десятки специализированных родов и видов жуков (Staphylinidae: Dorylogaster, Dorylomimus, Doryloxenus, Ecitonides, Ecitopora), бегущих вместе с колоннами муравьёв-кочевников.
Некоторые виды пауков (Myrmarachne plataleoides, Salticidae), обитающих на деревьях, мимикрируют под муравьёв-портных рода Oecophylla.
Ассоциация с муравьями отмечена у двукрылых насекомых (Diptera), например, среди многих видов горбаток (Phoridae), у некоторых мух-журчалок (Syrphidae) из подсемейства Microdontinae, а также у длинноусых из семейств комары (Culicidae), мокрецы (Ceratopogonidae), галлицы (Cecidomyiidae) и почвенные комарики (Sciaridae), бабочницы (Psychodidae, Trichomyia myrmecophila).

## Трофобиоз
Самым известным примером мирмекофилии являются взаимовыгодные отношения муравьёв и тлей (Aphidoidea), червецов, щитовок и других сосущих равнокрылых насекомых («Homoptera» или Sternorrhyncha и Auchenorrhyncha). Падь, выделяемая тлями и червецами, является очень лакомой пищей для муравьёв. Они буквально доят их, защищают и содействуют при распространении молодых особей. Сахар нектара является высокоэнергетичной пищей, которую собирают многие виды муравьёв, прежде всего из высокоразвитых подсемейств Dolichoderinae, Formicinae, Myrmicinae. В некоторых случаях тля выделяет падь в ответ на прикосновения муравья своими антеннами. Муравьи, в свою очередь, оберегают скопления тли от хищников и перемещают их на лучшие растения для кормления. При переходе на новое место многие семьи берут с собой тлю, чтобы обеспечить себе бесперебойный источник сахаров. Муравьи также собирают сладкие выделения мучнистых червецов.

## Галерея

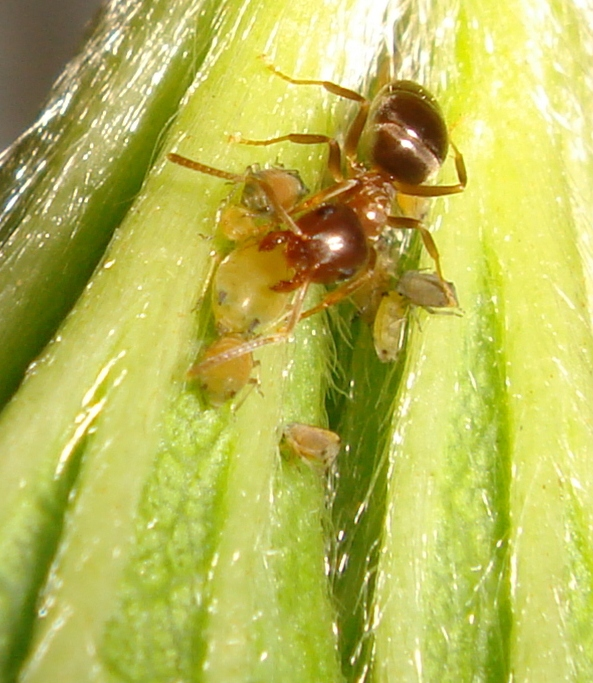
Муравьи и тли
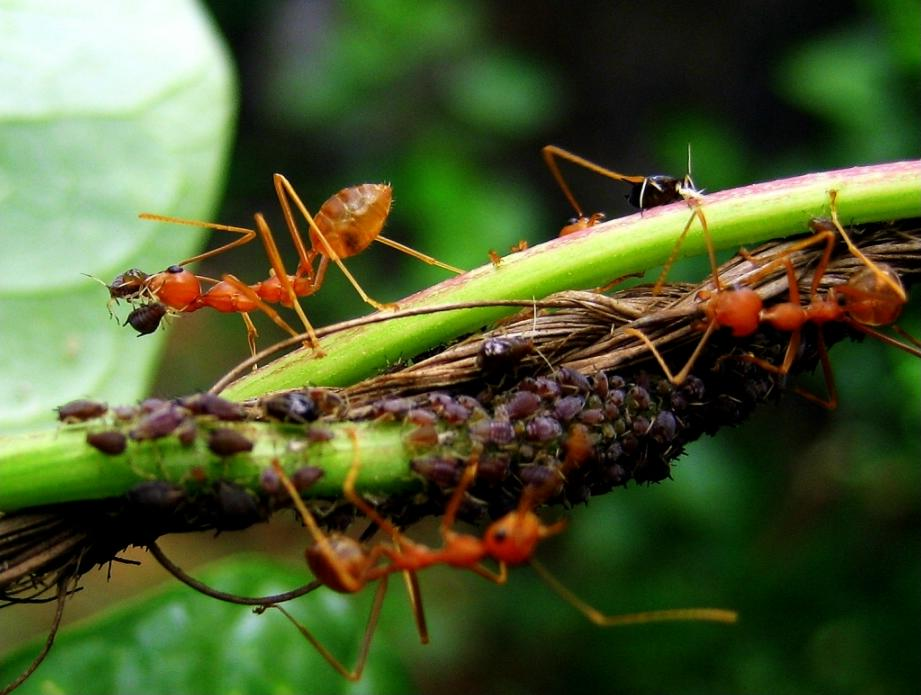
Муравьи-ткачи и тли
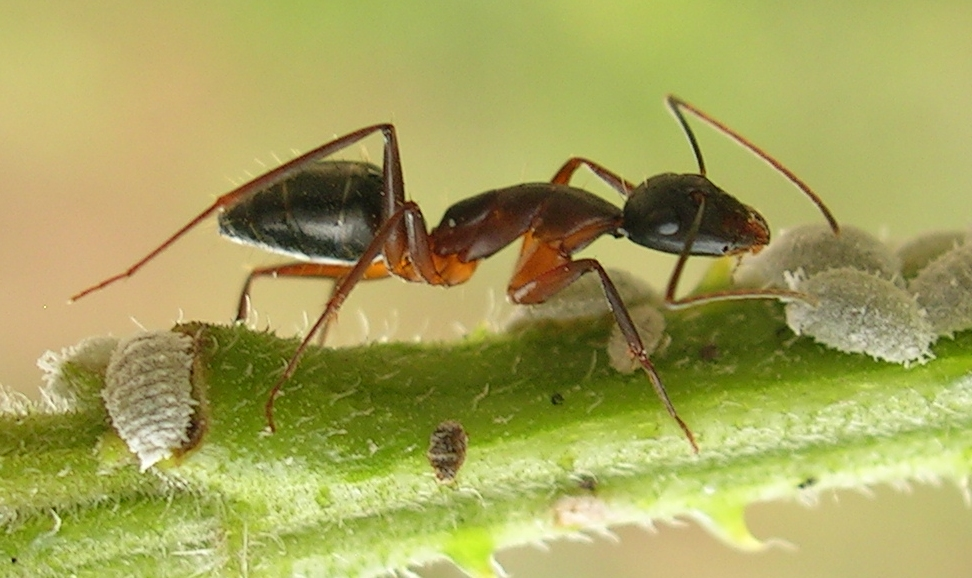
Муравьи и червецы
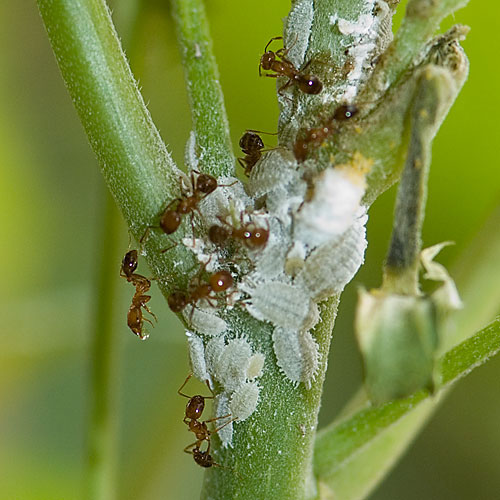
Колония мучнистых червецов (Pseudococcidae) и муравьи
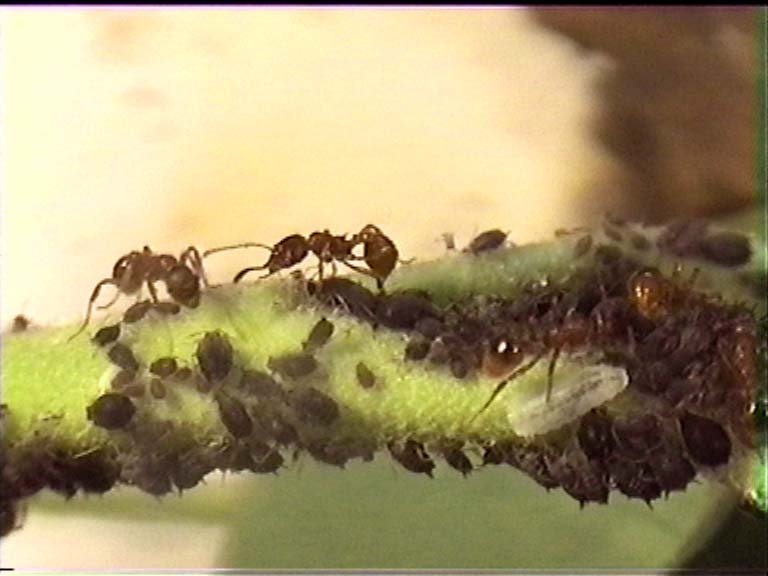
Муравьи Myrmica и тли
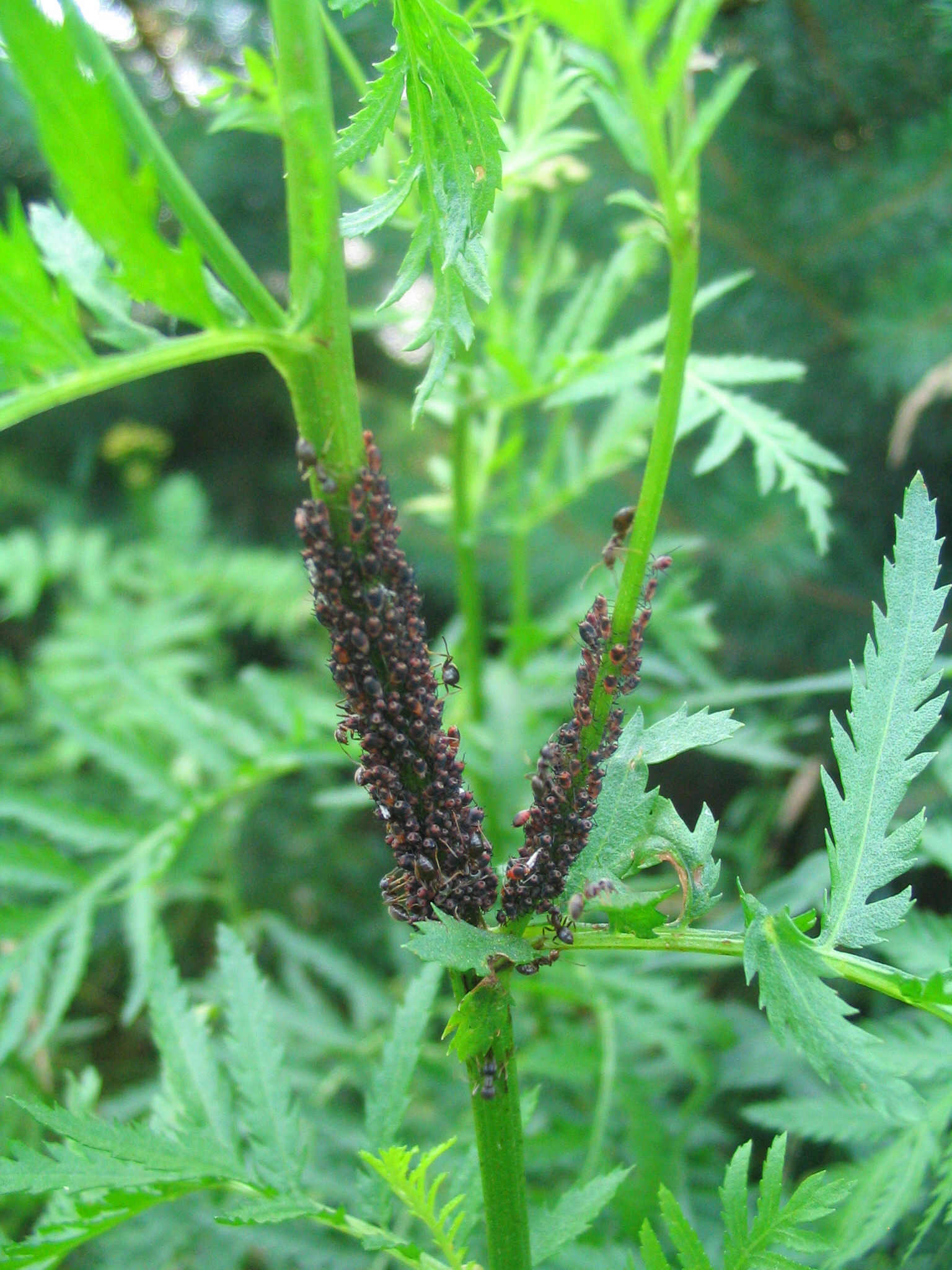
Муравьи Lasius и тли
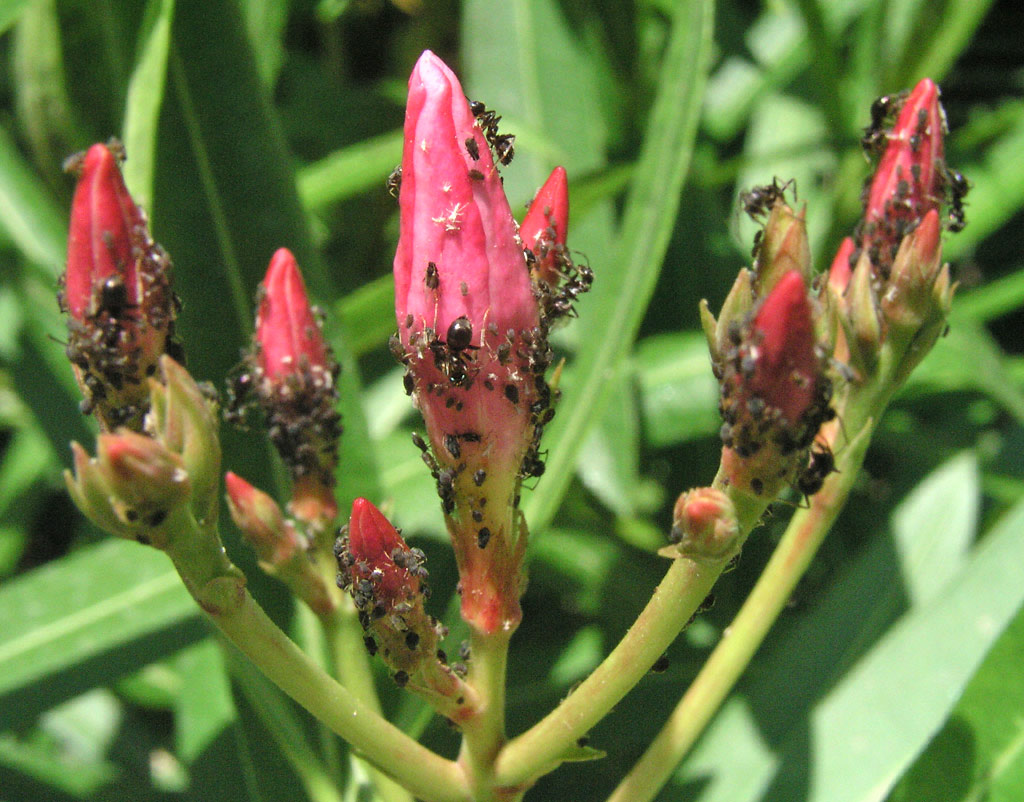
Муравьи и тли на Олеандре
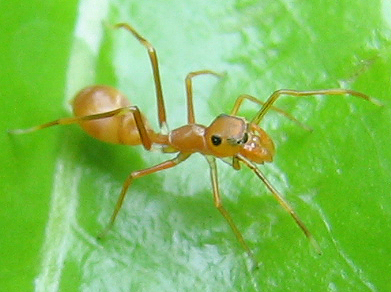
Самка паука Myrmarachne
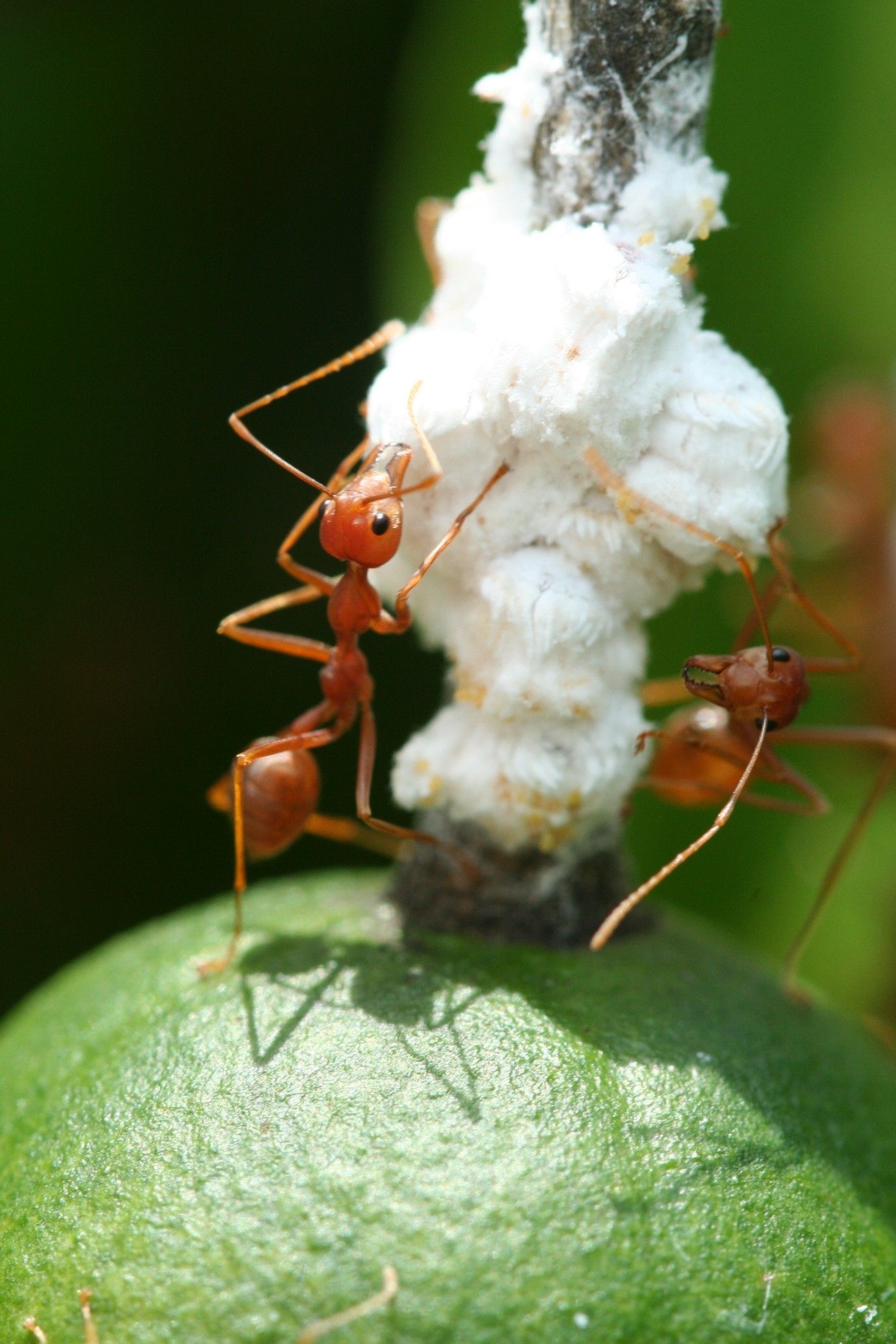
Муравьи-ткачи Oecophylla
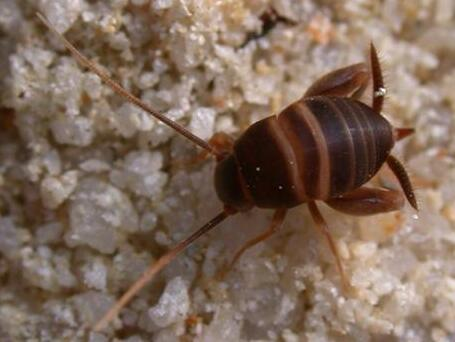
Сверчок Myrmecophila acervorum
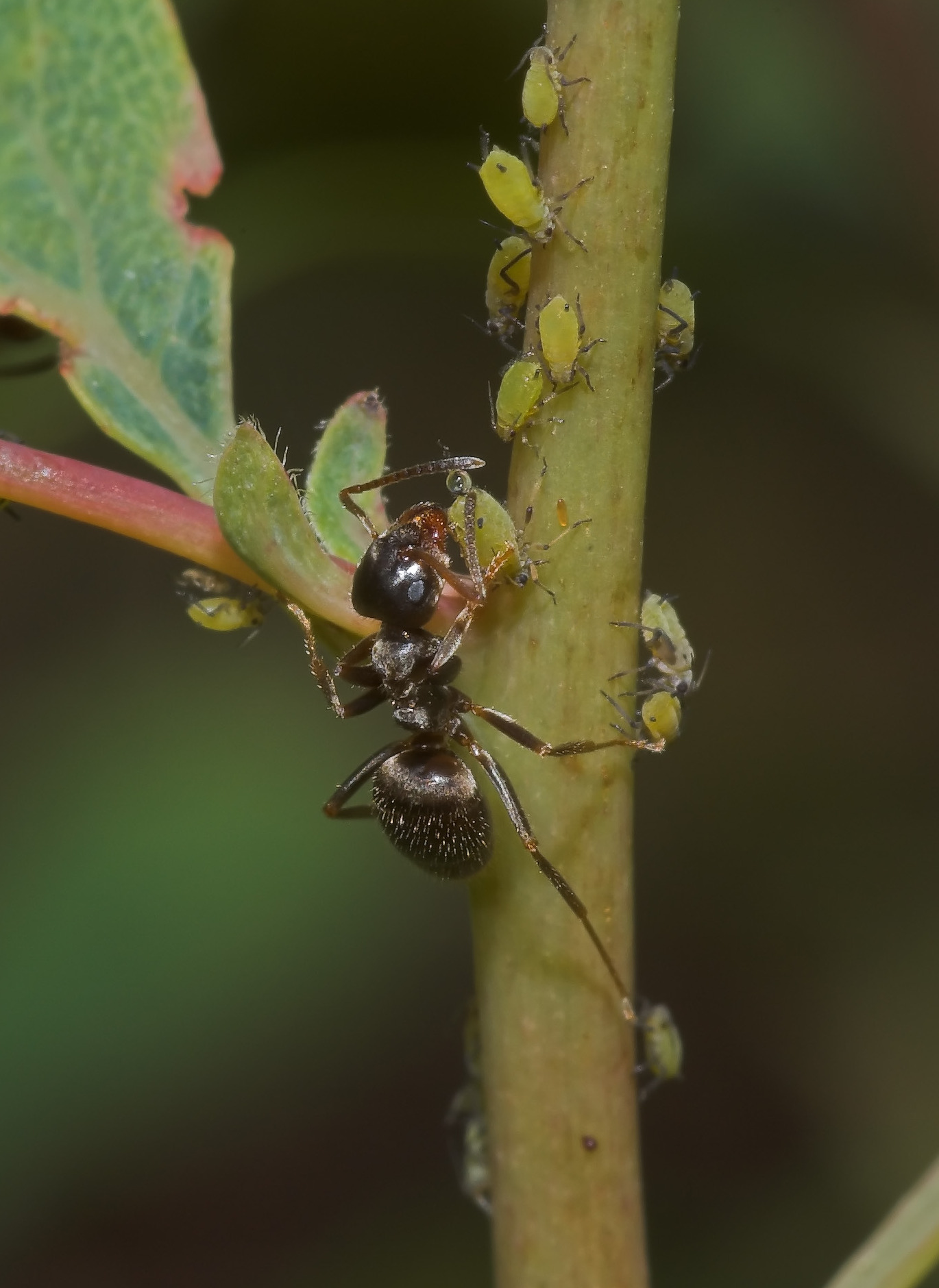
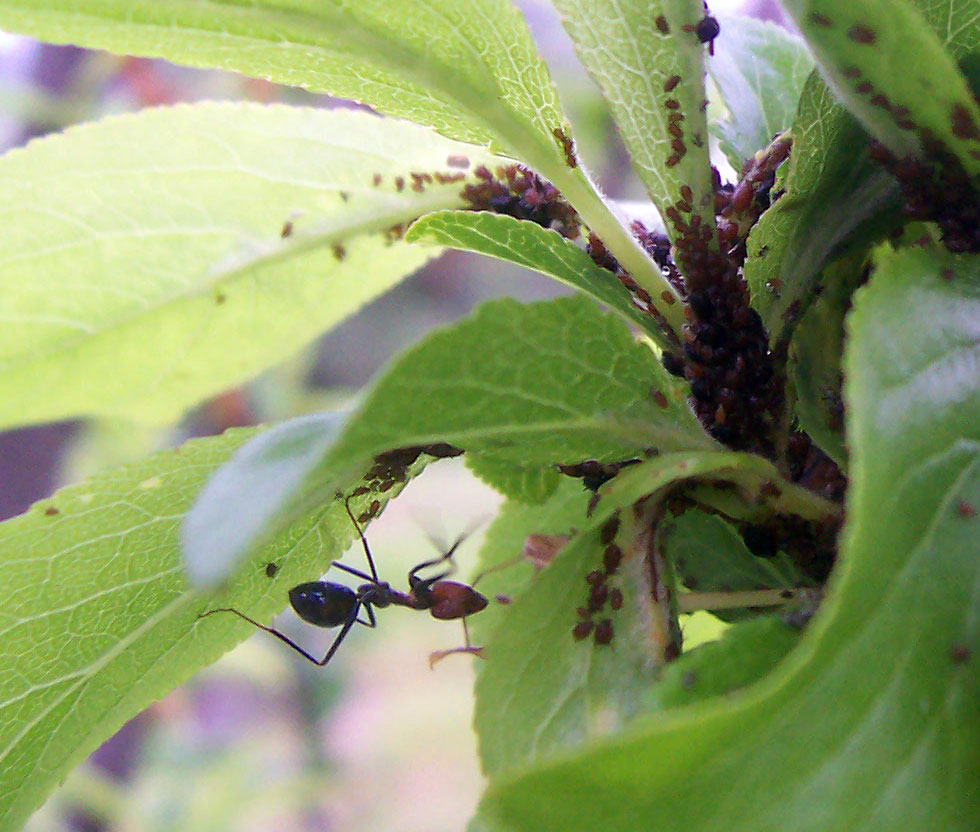
Муравьи и тли
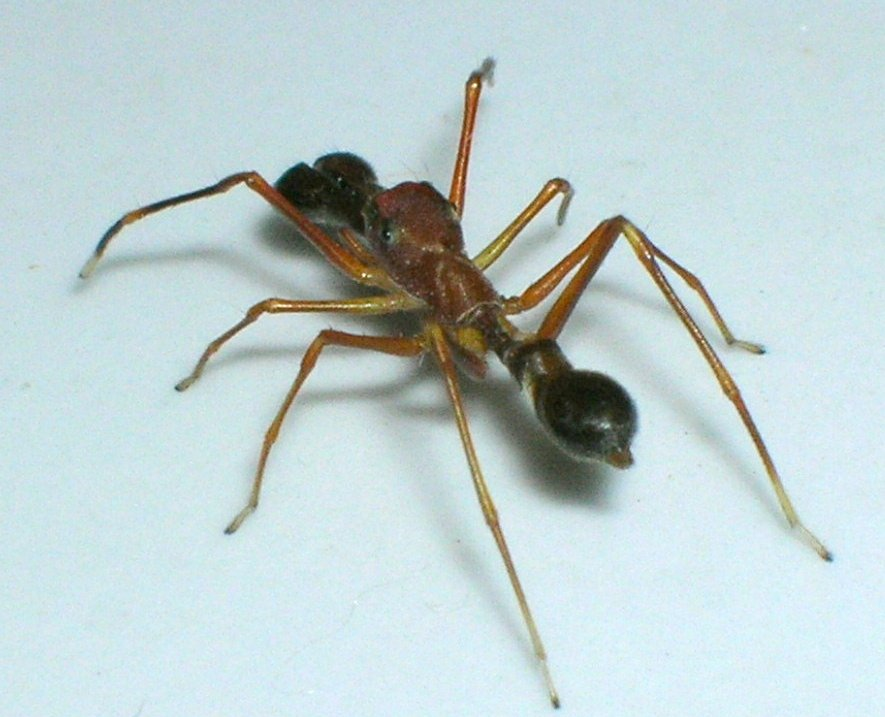
Паук Myrmarachne plataleoides, мимикрирующий под муравья-ткача
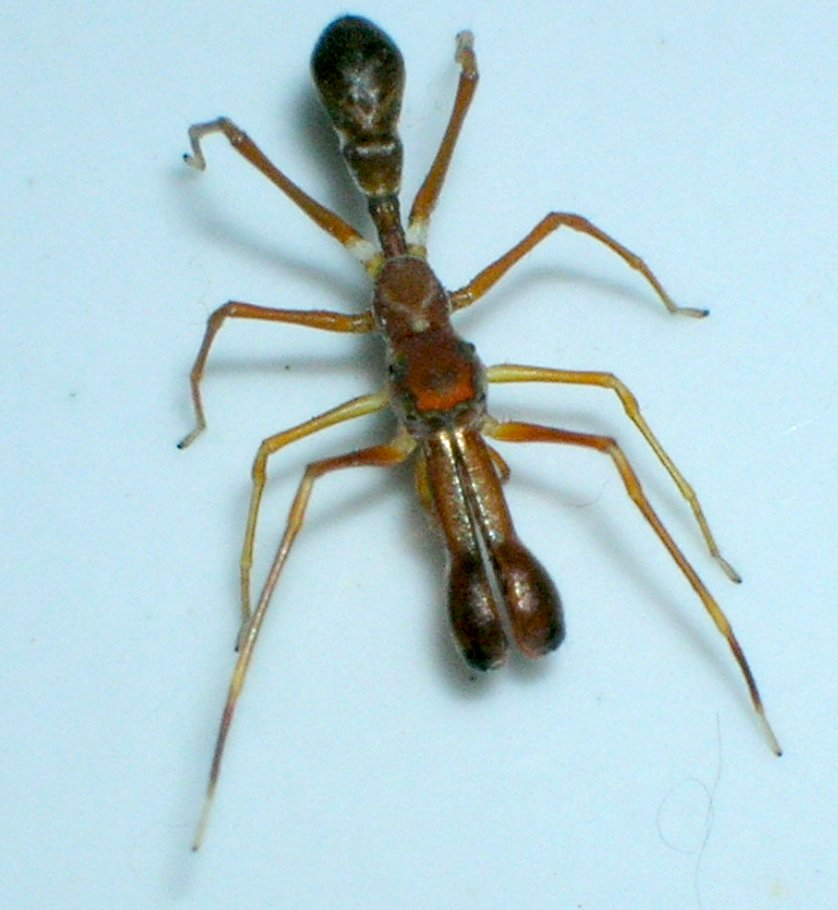
Паук Myrmarachne plataleoides